# Dracaena cinnabari
A Dracaena cinnabari, também denominado como "dragoeiro", é uma espécie de planta nativa do arquipélago de Socotra, no Oceano Índico.